# Мен (Нью-Йорк)
Мен (англ. Maine) — місто (англ. town) в США, в окрузі Брум штату Нью-Йорк. Населення — 5168 осіб (2020).

## Демографія
Згідно з переписом 2010 року, у місті мешкало 5377 осіб у 2106 домогосподарствах у складі 1506 родин. Було 2223 помешкання
Расовий склад населення:
| - 97,6 % — білих - 0,4 % — чорних або афроамериканців - 0,4 % — азіатів - 0,1 % — корінних американців |

До двох чи більше рас належало 1,2 %. Частка іспаномовних становила 0,8 % від усіх жителів.
За віковим діапазоном населення розподілялося таким чином: 22,7 % — особи молодші 18 років, 61,9 % — особи у віці 18—64 років, 15,4 % — особи у віці 65 років та старші. Медіана віку мешканця становила 43,3 року. На 100 осіб жіночої статі у місті припадало 98,0 чоловіків;  на 100 жінок у віці від 18 років та старших — 98,5 чоловіків також старших 18 років.
Середній дохід на одне домашнє господарство  становив 71 319 доларів США (медіана — 59 375), а середній дохід на одну сім'ю — 80 853 долари (медіана — 70 916). Медіана доходів становила 46 250 доларів для чоловіків та 33 319 доларів для жінок. За межею бідності перебувало 8,6 % осіб, у тому числі 10,2 % дітей у віці до 18 років та 5,9 % осіб у віці 65 років та старших.
Цивільне працевлаштоване населення становило 2561 особа. Основні галузі зайнятості: освіта, охорона здоров'я та соціальна допомога — 28,2 %, роздрібна торгівля — 14,4 %, науковці, спеціалісти, менеджери — 11,6 %, виробництво — 10,7 %.

## Відомі люди
- Дон Гілл — американська сенаторка.